# Justin Scott
Justin Scott (* 1944 in New York City, New York) ist ein US-amerikanischer Schriftsteller. Scott hat bisher 23 Thriller und Kriminalromane geschrieben, darunter eine Serie aus vorläufig fünf Romanen rund um Ben Abbott, einen Ermittler aus Newbury. Sein bekanntestes Pseudonym als Autor ist „Paul Garrison“. Unter diesem Namen hat er bisher fünf Romane geschrieben, die alle auf hoher See spielen. Aber auch unter seinem bürgerlichen Namen schreibt Scott Romane, die engen Bezug zum Meer haben. Wegen dieser Vorliebe zum Meer und zu Schiffen wird Scott im englischen Sprachraum als „Dick Francis of yachting“ bezeichnet.
Scott hat aber auch unter den Pseudonymen J.S.Blazer und Alexander Cole weitere Kriminalromane verfasst.
Heute lebt Scott mit seiner Frau Amber Edwards, einer Filmemacherin, in Newtown, Connecticut.
Der bekannteste Roman Justin Scotts ist The Shipkiller, dt. Ich töte das Schiff. 1990 schrieb Scott unter dem Pseudonym Paul Garrison eine Fortsetzung unter dem Titel Fire and Ice, dt. Kaltes Feuer. Die Handlung setzt zehn Jahre nach Ende des ersten Buches ein, mit den gleichen Charakteren, die aber einen anderen Namen erhielten. Der Grund für die (damals erstmalige) Verwendung dieses Pseudonyms entstand durch Henry Morrison, den Manager von Justin Scott. Scott war nach seinen fünf Romanen rund um Ben Abbott als Krimiautor eingeführt und würde, so befürchtete Morrison, als Thrillerautor bei den Lesern nicht ankommen. Aus Justin Scott wurde Paul Garrison, ein Geschäftsmann aus Hong Kong.

## Leben und Wirken
Justin Scott wurde 1944 in Manhattan geboren, wuchs aber auf Long Island auf, in einer Familie professioneller Autoren: sein Vater A. Leslie Scott, hat an die 250 Western-Romane geschrieben, unter einer Reihe Pseudonymen; seine Mutter Lily K. Scott schrieb für mehrere Genres: Romane, Liebesgeschichten, aber auch Kurzgeschichten für Groschenhefte. Auch Scotts Schwester ist Autorin: Alison Scott Skelton, gemeinsam mit ihrem Ehemann C. L. Skelton.
Bevor Scott als Schriftsteller sein Auskommen fand, arbeitete er als Bootsführer, fuhr LKW, baute auf Fire Island Strandhäuser, arbeitete in einer Bar in Hell’s Kitchen und gab ein Magazin für Elektrotechniker heraus.
Scott ist Träger einiger Titel von Studiengängen über amerikanische Geschichte (Bachelor und Master Degree). Für Recherchen zu seinen Romanen hat Scott ausgedehnte Reisen nach Russland, China oder Schottland unternommen.
Als Grund, weshalb Scott am Beginn seiner Karriere als Schriftsteller Pseudonyme verwendet hat, sagt er: ein Autor sollte damals nicht zu produktiv erscheinen. Jung und voll Tatendrang hat Scott in seinem ersten Jahr als Autor vier Romane geschrieben. Geschwindigkeit wurde damals aber gleichgesetzt mit einem wenig sorgfältigen Fließbandschreiber.

## Auszeichnungen
- 1974 wurde Justin Scott für den Edgar Allan Poe Award nominiert für Many Happy Returns
- 1995 neuerliche Nominierung für den Edgar Allan Poe Award für die beste Kurzgeschichte An Eye for a Tooth aus der Anthologie Justice in Manhattan

## Werke

### Als Justin Scott
- Many Happy Returns (1973), dt.: Aller bösen Dinge sind drei. aus dem Amerikanischen von Jutta Schmidt-Walk, Rowohlt, 1975, ISBN 3-499-42362-6.
- Treasure for Treasure. (1974), dt.: Gold im Dreck. aus dem Amerikanischen von Jutta Schmidt-Walk, Rowohlt, 1977, ISBN 3-499-42406-1.
- The Shipkiller (1978), dt.: Ich töte das Schiff. aus dem Amerikanischen von Heinz Nagel, Ullstein, 2000, ISBN 3-548-24768-7.
- The Turning (1978)
- Normandie Triangle (1981), oder: The Man Who Loved the Normandie, dt.: Sein Name war Otter. aus dem Amerikanischen von Helmut Kossodo, Lübbe, ISBN 3-404-10869-8.
- A Pride of Royals (1983), dt.: In geheimer Mission. aus dem Amerikanischen von Joachim Wölfer, Lübbe, ISBN 3-404-11316-0.
- Spy (1984)
- The Empty Eye Of The Sea
- The Auction (1985), dt.: Jagt Pendragon. aus dem Amerikanischen von Ingo Angres, Lübbe, ISBN 3-404-11435-3.
- Rampage (1986)
- The Cossack's Bride (1988), oder: The Widow of Desire (1989)
- The White Death (1989) aus der Anthologie Opening Shots: Great Mystery and Crime Writers share their first published stories (2000)
- The Hong Kong Edge (1990), oder: The Nine Dragons, dt.: Die letzten Tage von Hongkong, Goldmann, ISBN 3-442-41123-8.
- Katherine's Face (1990) aus der Anthologie A Body is found
- The Commissioner’s Moll (1992) aus der Anthologie Missing in Manhattan
- An Eye for a Tooth (1994) aus den Anthologien Justice in Manhattan, The Year's Best Mystery and Suspense Stories 1995 und The Year's finest Crime and Mystery Stories: Fourth Annual Edition (1995)
- A Shooting Over in Jersey (1998) aus der Anthologie Murder on the Run
- The Hungry Sky (2000) aus der Anthologie Murder among Friends
- Cat in Love (2002) aus der Anthologie Murder in the Family
- Treasure Island (1994)
- The Wrecker (2009) (mit Clive Cussler)
- The Spy (2010) (mit Clive Cussler)

### Ben Abbott-Serie
- Hardscape (1994)
- Stonedust (1995)
- Frostline (1997)
- McMansion (2006)
- Mausoleum (2007)

### Als „Paul Garrison“
- Fire and Ice (1998), dt. Kaltes Feuer, aus dem Amerikanischen von Heinz Zwack, Blanvalet, ISBN 3-442-35239-8.
- Red Sky at Morning (2000)
- Buried at Sea (2002), dt.: Showdown unter Segeln, Ullstein, 2003, ISBN 3-548-25679-1; auch: Hetzjagd über den Atlantik, aus dem Amerikanischen von Veronika Dünninger, Ullstein, 2004, ISBN 3-548-25908-1.
- Sea Hunter (2003)
- The Ripple Effect (2004)
- Die Janson-Option (2014)

### Als „J. S. Blazer“
- Deal me out (1973)
- Lend a Hand (1975)